# J-Luv
J-Luv (* 13. April 1979 in Bad Nauheim; bürgerlich Julian Williams) ist ein deutschsprachiger Soulsänger.

## Biografie
Nach seiner Geburt zog er in die USA, kam aber 1996 wieder zurück nach Deutschland, wo er in Frankfurt am Main aufwuchs. J-Luv wurde von DJ Sherry, einem deutschen DJ und Musikproduzenten, entdeckt und als neues Talent in der Szene gefördert. Er war unter anderem Background-Sänger von Xavier Naidoo, Sabrina Setlur und Azad. 2002 erschien sein Soloalbum Kontraste beim Frankfurter Plattenlabel 3p. Damit trat er unter anderem auch im Vorprogramm von Herbert Grönemeyer auf.
J-Luv verließ 3p im Jahr 2003 und fand beim Plattenlabel Amadea Records des ehemaligen 3p-Managers Thomas Hofmann Unterschlupf. Dort veröffentlichte er im Jahr 2005 das (Produzenten-)Album Threeshot - Hip Hop Kingz – Love Peace Harmony, auf dem er mit vielen wichtigen deutschen Hip-Hop-Acts wie Azad, Dendemann, Kool Savas, Samy Deluxe, Afrob, Cora E., Das Bo, Curse und den Beginnern zusammenarbeitete. Mit fast allen Künstlern, die auf diesem Album Gastauftritte hatten, arbeitete J-Luv auch für deren Veröffentlichungen zusammen.
Im Anschluss an die Promo-Tätigkeiten für das Album zog J-Luv nach New York, um eine Lehre als Friseur und Visagist zu machen. Er war weiterhin als Gastsänger gefragt und veröffentlichte so diverse Beiträge auf Alben und Singles anderer Künstler (siehe unten), u. a. bei Peter Fox als Background-Sänger, mit dem er auch auf Tournee ging.
2010 meldete er sich mit eigenen Produktionen wieder zurück, drehte in New York selbst Musikvideos für Weine nicht und Wir beide. Im Frühjahr 2011 veröffentlichte er über iTunes die EP Blütenblätter, auf der sich neben diesen Songs auch sechs weitere befinden. Etwa zur gleichen Zeit erschien ein Mixtape namens Die sagenhafte Geschichte des J-Luv als kostenloser Download.
Ein Album namens Titan blieb seit 2002 unveröffentlicht.

## Diskografie

### Studioalben
- 2002: Kontraste (3p)
- 2005: Threeshot - Hip Hop Kingz (Amadea)
- 2016: Vergessene Welt (Deadhead)

### EPs
- 2001: ? EP (3p)
- 2011: Blütenblätter
- 2013: 5
- 2014: Vor und zurück

### Mixtapes
- 2011: Die sagenhafte Geschichte des J-Luv

### Singles
- 2000: Komm mit mir
- 2002: Dreckig & Tight (D.U.T.) (feat. Kool Savas & Cutty)
- 2002: Weil du mich liebst?
- 2005: Signal (feat. Azad)
- 2005: Tut mir leid (feat. Dendemann)
- 2010: Ich bin wieder hier
- 2010: Wir beide (feat. D-Flame)
- 2010: Weine Nicht
- 2013: Weltall
- 2016: Brände
- 2016: Himmel und Hölle
- 2016: Narben

### Gastbeiträge
- 1999: Bin wieder da (Bruda Sven feat. J-Luv) und Ein und alles (Bruda Sven feat. J-Luv & Xavier Naidoo) – auf: Patentierte Zungenakrobatik
- 2000: Licht und Schatten (Curse feat. J-Luv) – auf: Feuerwasser
- 2000: Stählernes Labyrinth (J-Luv feat. Xavier Naidoo), Playin (J-Luv feat. Marlon B.) und Komm mit mir (J-Luv) – auf: Evolution
- 2001: Nix ist umsonst (unreleased) (Kool Savas feat. J-Luv)
- 2001:  Atlantis (J-Luv) – auf: Stars Inspired By Atlantis
- 2003: Bang und Mein Licht (Azad feat. J-Luv) – auf: Faust des Nordwestens
- 2004: Wenn ihr meint (Juice-Exclusive!) (Illmat!c feat. Kool Savas & J-Luv) – auf: Juice-CD #31
- 2004: Der Schlüssel (Yvonne Catterfeld feat. J-Luv) – auf: Farben Meiner Welt
- 2004: Intro (Melbeatz feat. J-Luv & Kool Savas) – auf: Rapper's Delight
- 2004: Manchmal (Samy Deluxe feat. J-Luv) – auf: Verdammtnochma
- 2005: Glaub Dran (Fettes Brot feat. J-Luv) – auf: Am Wasser Gebaut
- 2005: Schaffen um es zu schaffen (Afrob feat. Dymak & J-Luv) – auf: Hammer
- 2005: So Deluxe (Samy Deluxe feat. J-Luv) – auf: So Deluxe, So Glorious
- 2005: Wundervolle Welt (Tefla & Jaleel feat. J.Luv) – auf: Nichts Ist Umsonst
- 2005: Drecksau und Peter Frade (Deine Lieblings Rapper feat. J-Luv) – auf: Dein Lieblingsalbum
- 2005: So eingenommen (Illo feat. J-Luv) – auf: Zurück wie verdautes Essen
- 2005: S.O.S. Liebe (Illo & J-Luv) – auf: Deluxe Records Let's Go
- 2005: Wedding bis Grembranx (Elektro Eko feat. Capkekz, Kalusha, J-Luv) – auf: Fick immer noch deine Story
- 2006: Saftige Liebe (Rob Easy feat. J-Luv, Samy Deluxe & Illo) – auf: Zwischen S-Bahn und S-Klasse
- 2006: Mein Song (Azad feat. J-Luv) – auf: Game Over
- 2007: Tage des Regens (Azad feat. J-Luv) – auf: Blockschrift
- 2008: Chorusgesang auf dem Album Stadtaffe von Peter Fox
- 2008: Nix ist umsonst (neue Version) (Kool Savas feat. J-Luv) – auf: The Best of
- 2009: Wenn das alles ist (Sido feat. J-Luv) – auf: Aggro Berlin
- 2009: Du lässt mich nicht los (Tone feat. J-Luv) – auf: Phantom
- 2009: Peter Fox & Cold Steel – Live aus Berlin (als Backgroundsänger)
- 2011: Mama Africa (Marlon B feat. J-Luv & Detectar) – auf: Rasta Man Come
- 2011: Vergiss mich, Unsterblich und Dankbar (Bushido feat. J-Luv) – auf: Jenseits von Gut und Böse
- 2011: Nie wieder, nie mehr (Joy Denalane feat. Julian Williams) – auf: Maureen
- 2011: Superstar (Da German Boy feat. J-Luv) – auf: Superstar
- 2011: Bring mich heim (Bushido & Sido feat. J-Luv) – auf: 23
- 2011: Vater im Himmel (Samy Deluxe feat. J-Luv) – auf: SchwarzWeiss
- 2012: Grenzenlos (Bushido feat. Julian Williams) – auf: AMYF
- 2012: Gewinner (Silla feat. Julian Williams) – auf: Die Passion Whiskey
- 2013: Lieblingslied (Shindy feat. Julian Williams) – auf: NWA
- 2013: Spiegelbild (Shindy feat. Julian Williams) – auf: NWA
- 2014: Eintagsliebe (Marteria feat. Julian Williams) - auf: Zum Glück in die Zukunft 2
- 2014: Ohne Bang (Farid Bang feat. Julian Williams) - auf: Killa
- 2014: Zeitmaschine (Farid Bang feat. Julian Williams) - auf: Killa
- 2016: Schutzweste (Farid Bang feat. Julian Williams) - auf: Blut